# Antiochia (famiglia)
Gli Antiochia sono una famiglia di origine imperiale, il cui capostipite fu Federico di Antiochia figlio naturale di Federico II.

## Storia
Federico di Antiochia trasse il cognome dall'investitura da parte del padre del principato di Antiochia. Si sposò con Margherita di Giovanni dei Conti del ramo di Poli, nipote di papa Innocenzo III e da loro nacque un Corrado, conte di Albe, Celano, Loreto ed Aprutio. Scrive Filadelfo Mugnos che questa linea dinastica trova concordi tutti gli storici. Il Papa, temendo che Corrado abbracciasse una politica contro la chiesa come quella paterna, non li investì delle terre di Sicilia, preferendo Carlo I D'Angiò, la famiglia si ritrovò così quasi senza possedimenti.

Ebbe anche numerosi incarichi e feudi in Sicilia tra cui la contea di Capizzi e le signorie di Mistretta, Castellammare del Golfo, Caltabellotta e Caltavuturo.
Nello Stato Pontificio la famiglia continuò a possedere alcuni feudi come Piglio e Anticoli Corrado fino al secolo XV.

## Arma
Di rosso, seminato di gigli d'oro; alias: d’argento, all’aquila spiegata di nero, coronata dello stesso.